# بازی‌های گرسنگی: ترانه‌هایی از منطقه ۱۲ و فراتر از آن
عطش مبارزه: آهنگ‌هایی از منطقه ۱۲ و فراتر از آن عنوان آلبوم رسمی فیلم عطش مبارزه است که در سال ۲۰۱۲ منتشر شده‌است. این آلبوم در صدر جدول بیلبورد ۲۰۰ ، رتبه کسب کرده و همچنین در کشورهای انگلستان ، نیوزیلند ، استرالیا و ایرلند هم رتبه‌هایی کسب کرده‌است.

## رتبه‌ها
این آلبوم توانست با فروش ۱۷۵۰۰۰ نسخه کپی در هفته اول ، در جدول بیلبورد ۲۰۰ ، شماره یک شود. همچنین در هفته ی دوم ، ۱۰۰۰۰۰ فروش دیگر هم داشت و توانست اولین آلبوم مربوط به فیلمی باشد که به چنین فروشی رسیده‌است.

این آلبوم مقام طلایی را از انجمن صنعت ضبط موسیقی ایالات متحده آمریکا در ۲۷ آوریل ۲۰۱۲ بدست آورد.

## فهرست آهنگ‌ها
| شماره      | نام                                                 | اجراکننده (ها)                       | مدت   |
| ---------- | --------------------------------------------------- | ------------------------------------ | ----- |
| ۱.         | «Abraham's Daughter(دختر ابراهیم)»                  | آرکید فایر                           | ۳:۲۲  |
| ۲.         | «Tomorrow Will Be Kinder(فردا نزدیک تر خواهد شد)»   | The Secret Sisters                   | ۳:۲۵  |
| ۳.         | بی‌نام                                               | Neko Case                            | ۲:۵۸  |
| ۴.         | «Safe and Sound(صحیح و سالم)»                       | تیلور سوئیفت به همراه The Civil Wars | ۴:۰۰  |
| ۵.         | «The Ruler and the Killer(حاکم و قاتل)»             | کید کادی                             | ۴:۳۳  |
| ۶.         | «Dark Days(روزهای سیاه)» (Not included in the film) | Punch Brothers                       | ۳:۵۳  |
| ۷.         | «One Engine(یک موتور)»                              | The Decemberists                     | ۳:۰۱  |
| ۸.         | «Daughter's Lament(سوگواری دختر)»                   | Carolina Chocolate Drops             | ۲:۴۶  |
| ۹.         | «Kingdom Come(پادشاهی بیا!)»                        | The Civil Wars                       | ۳:۴۲  |
| ۱۰.        | «Take the Heartland()»                              | Glen Hansard                         | ۲:۴۵  |
| ۱۱.        | بی‌نام                                               | مارون فایو همراه Rozzi Crane         | ۵:۱۳  |
| ۱۲.        | «Run Daddy Run(بدو پدر بدو)»                        | میراندا لمبرت همراه Pistol Annies    | ۲:۴۵  |
| ۱۳.        | «Rules(قوانین)» (Not included in the film)          | Jayme Dee                            | ۳:۲۷  |
| ۱۴.        | «Eyes Open(چشم باز)»                                | تیلور سوئیفت                         | ۴:۰۴  |
| ۱۵.        | «Lover Is Childlike(عشق کودکانه)»                   | The Low Anthem                       | ۴:۱۵  |
| ۱۶.        | «Just a Game(فقط یک بازی)»                          | Birdy                                | ۴:۰۱  |
| مجموع مدت: | مجموع مدت:                                          | مجموع مدت:                           | ۶۰:۱۸ |